# Cremps
Cremps ist eine französische Gemeinde mit 389 Einwohnern (Stand 1. Januar 2022) im Département Lot in der Region Okzitanien. Sie gehört zum Arrondissement Cahors und zum Kanton Marches du Sud-Quercy.
Nachbargemeinden sind Aujols im Nordwesten, Esclauzels im Norden, Concots im Osten, Escamps im Südosten, Lalbenque im Süden und Laburgade im Westen.

## Bevölkerungsentwicklung
| Jahr      | 1962 | 1968 | 1975 | 1982 | 1990 | 1999 | 2008 | 2018 |
| --------- | ---- | ---- | ---- | ---- | ---- | ---- | ---- | ---- |
| Einwohner | 258  | 206  | 201  | 221  | 229  | 270  | 308  | 359  |